# 1990 في السويد
فيما يلي قوائم الأحداث التي وقعت خلال عام 1990 في السويد.

## ظهور
- 1 يناير – أوبث
- 1 يناير – أيس أوف بيس

## مواليد

### يناير
- 8 يناير – روبن أولسن
- 14 يناير – دافيد بيرتشيش لاعب شطرنج مجري.

### فبراير
- 13 فبراير – نيكلاس هولت لاعب كرة قدم سويدي.

### مارس
- 22 مارس – ماركوس سفنسون لاعب رماية سويدي.
- 25 مارس – توم بيترسون لاعب كرة قدم سويدي.
- 31 مارس – ساندرا روما لاعبة كرة مضرب سويدية.

### أبريل
- 6 أبريل – جوانا ويستبيرغ لاعبة كرة يد سويدية.
- 8 أبريل – ماغنوس أريكسون لاعب كرة قدم سويدي.
- 12 أبريل – أندرياس نيلسون لاعب كرة يد سويدي.
- 23 أبريل – صوفيا جاكوبسون لاعبة كرة قدم سويدية.
- 27 أبريل – روبن بينغتسون مغني سويدي.

### مايو
- 4 مايو – أندرياس سيدرهولم لاعب كرة يد سويدي.
- 27 مايو – سامويل أرمنتيروس
- 28 مايو – جامينا روبرتس لاعبة كرة يد سويدية.

### يونيو
- 21 يونيو – جاكوب يوهانسون لاعب كرة قدم سويدي.

### يوليو
- 10 يوليو – كيم سيزاريون مغني سويدي.
- 29 يوليو – إيلي أفرام ممثلة سويدية.

### أغسطس
- 9 أغسطس – بيل سكارسغارد ممثل سويدي.
- 22 أغسطس – ماتياس زاتشريسون لاعب كرة يد سويدي.

### سبتمبر
- 2 سبتمبر – ماركوس إريكسون سائق سيارة سباق سويدي.

### أكتوبر
- 29 أكتوبر – إريك سعادة مغني سويدي.

### نوفمبر
- 8 نوفمبر – هانا فوجلستروم لاعبة كرة يد سويدية.
- 28 نوفمبر – أنتون هالن لاعب كرة يد سويدي.
- 30 نوفمبر – ميكو ألبورنوز لاعب كرة قدم تشيلي.

### ديسمبر
- 17 ديسمبر – ماغنوس بيرسون لاعب كرة يد سويدي.
- 27 ديسمبر – أوسكار يوهانسون لاعب كرة قدم سويدي.

### فبراير
- 10 فبراير – كنوت هانسون (مواليد 1911) لاعب كرة قدم سويدي.

### أبريل
- 15 أبريل – غريتا غاربو (مواليد 1905)

### يونيو
- 10 يونيو – هنا اولسين (مواليد 1889) مسايفة سويدية.